# 파르바네 마수미
파르바네 마수미(페르시아어: پروانه معصومی, 영어: Parvaneh Massoumi, 1945년 3월 2일 ~ 2023년 11월 27일)는 이란의 배우이다. 1985년, 1988년 파즈르 국제 영화제 크리스털 시무르그 여우주연상 수상자이다.